# 理想言語学派
理想言語学派（りそうげんごがくは、英語: ideal language philosophy）は、日常言語学派と対立する言語哲学の学派である。1910年代から1930年代にかけて、バートランド・ラッセルやルートヴィヒ・ウィトゲンシュタインなどの分析哲学者が、哲学において誤りが生じる原因は自然言語の曖昧さにあると考え、自然言語の曖昧さを除いた哲学的分析のための理想言語を考案することの重要性を主張した。この頃、ラッセルとウィトゲンシュタインは形式論理を使って文の構造を定式化し、言語（および哲学の諸問題）を理解することを試みた。ウィトゲンシュタインは『論理哲学論考』（1921年）で論理的原子論の論理体系を構築し、世界は物ではなく事実、つまり成立している事態の総体であり、事態は一階述語論理で表現できるから、世界の像は原子事実を要素命題の形式で記述し、それらに真理操作を加えることで得られると主張した。